# 佐藤幸治
佐藤幸治（日语：／，1937年—），是日本宪法学者，生于新潟县。指導教授為大石義雄。
佐藤於毕京都大学法学部畢業後后在住友银行上班，一年後辭職。返校担任京大法学部助手，歷任讲师，副教授，教授等职务。现任近畿大学法学部教授。
佐藤教授的著書《宪法〔第三版〕》（青林書院）由於一些特殊的表現法，所以较為难懂，但是与芦部信喜的《憲法〔第4版〕》（岩波書店）， 都是日本學生準備公務員考试或司法考試時必讀的憲法教科書. 有如“圣经”一般的地位。

## 简历
- 1961年 京都大学法学部毕业
- 1975年 京都大学法学部教授（91~93年法学部長・法学研究科長、95~96年校长特別辅佐）
- 2001年 近畿大学法学部教授
- 2004年 近畿大学法科大学院長

## 著作

### 單書
- 《現代國家與司法權》（有斐閣）
- 《憲法訴訟與司法權》（日本評論社）
- 《憲法》（青林書院）
- 《國家與人間－憲法的基本問題》（放送大學教育振興會）
- 《憲法及其物語性》（有斐閣）
- 《日本國憲法與法的支配》（有斐閣）

### 合著
- 《注解法律学全集 憲法》ⅠⅡⅢ Ⅳ （與樋口陽一，中村睦男，浦部法穂等3人合著，青林書院）
- 《司法制度改革》（與竹下守夫，井上正人合著， 有斐閣）

### 編著
- 《現代国家与宗教団体》（岩波书店）
- 《憲法ⅠⅡ》（成文堂）
- 《要説komenta-ru 日本国憲法》（三省堂）
- 《Daily六法》編集代表（三省堂）

### 譯著
- John H. Ely 《民主主義與司法審查》 （與松井茂記合譯， 成文堂）

## 社会活动
- 司法考试委员
- 法学検定考试委员会委员
- 中央省庁等改革推進本部顧問
- 大阪府個人情報保護審議会委員
- 法制审议会委員
- 中央教育审议会委員（法科大学院部会長）
- 司法制度改革推進本部顾问会議座長
- 行政改革会議委員（1996年~）
- 司法制度改革审议会会長（1999年）